# Љубисав Кукић
Љубисав Кукић (1846–око 1920) из села Лисице био је један од најбољих драгачевских каменорезаца с краја 19. и почетка 20. века. У периоду између српско-турских ратова 1876-1878. године и почетка Првог светског рата израдио је неколико стотина споменика по селима Драгачева, ужичког, пожешког, ивањичког и чачанског краја.

## Живот
Љубисав Кукић био је човек необичне нарави и трагичне судбине. По природи сензибилан, волео је писану реч. Каменорезу се обучавао код најстаријег лисичког мајстора Милосава Милосављевића.
Млад је обудовио. Касније се одао друговању са женама, пићу и коцки. Умро је у највећој беди око 1920. године. Сахрањен је на гробљу родног села, без споменика.

## Дело
Препознатљив је по лирском изразу у епитафима, орнаментици и ликовним представама покојника.

### Типологија споменика
Споменике је клесао од жућкастог пуховског пешчара, у облику четвоространих стубова покривених плочастим широким „капама”. Уз понеке је приграђивао хоризонталне надгробне плоче, обично скромног ликовног украса.

### Орнаментика и религиозни симболи
Кукићеви орнаментални урези, разнолики и бројни, најчешће су распоређени око епитафа и по бочним ивицама. Комбиновани са декоративним крстовима, чирацима са свећама и стилизованим голубовима који зобљу грожђе, ови ликовни урези у великој мери „задовољавају захтеве високе допадљивости”.

### Полихромија
Осим црне, беле и сребрнкасте, користио је складне боје у распону од небеско плаве, цигласто-црвене до жуте.

### Фигуралне представе
Првих година рада клесао је допојасне фигуре покојника, понекад и двојне, као на споменику Живки и Стани, ћеркицама народног трибуна Ранка Тајсића, које су 1888. године у два дана преминуле од гушобоље. Касније је израђивао целе фигуре, којима се исказивао као наглашено емотиван човек: „покојници су му виткији и нежнији него код других мајстора, а у њиховим очима огледају се зачуђеност и стрепња”, по чему је непоновљив уметник.
Посебно су успели Кукићеви женски ликови, који одишу отменошћу, нежношћу и чедношћу.

### Прикази алата и предмета
„Власним” људима на споменике је урезивао: печате и звона, јанџике, и штапове, занатлијама - алат, војницима - оружје (кубуре, сабље, пушке, пиштоље, бајонете). Од личних предмета ту су: дуванкесе и табакере, кишобрани, бројанице, прстење, огледала, чешљеви итд.

### Рукопис
Епитафе је мајсторски исписивао складно усеченим штампаним словима. Понекад је користио и превуковска слова. Речи је наизменично бојио сребрнастаом, цигластом, жутом и црном бојом.

### Потпис
Потписивао се са: „писа Љубисав Кукић из Лисица”, иза чега је понекад додавао клесарски надимак – чикириз, или Драгачевац, ако је радио изван свог среза. Углавном се потписивао писаним словима – четкицом, црном или зеленкастом бојом, под самом споменичком капом.

## Епитафи

### Стихови
Љубисав Кукић имао је песничког дара:
Овај свету, жалосни цвету,
рано постаг, а рано ме неста
те увенуг од мало земана
као ружа од јаркога сунца.
Остави овај земни свет
и прну небесном плаветнилу
у круг добри серафима
да песмом својом весели
сен родитеља својих.

### Дозиви
Неке епитафе отпочињао је дозивима:
Приђи ближе, роде мој,
па код мене мало стој!
Не пожали труда свог
и прочитај спомен мој!
Приђи ближе, уморни путниче,
те прочитај тужни спомен овај
дична Срба, краброга ратоборца!
О умољени читатељу,
куде иташ, молим да прочиташ!
Труда свога немој пожалити
што ћеш стати, спомен прочитати.

### Споменици
Споменик пекару Мирку Јаковљевићу (†1890) (Прилипац)
Пред : овим : спомеником :
а под : овом : ладном плочом :
почивају кости :
упокојеног раба Божије
МИРКА ЈАКОВЉЕВИЋА :
бившег : пекара : и домаћина
из овог села : Прилипца :
који часно : и поштено :
поживи (...)
а умре 18[90]
Овај споменик : му подигоше :
синови : Милун, Гојко, и Млађен
и верна супруга Јеленка
Писа Љубисав Кукић из Лисица

Споменик Вукадину Новитовићу (†1892) (Трешњевица, Поље)
Пред Овим Ладним Спомеником
Почивају Смртни Остатци
раба Божијег
ВУКАДИНА НОВИТОВИЋА
из Добрача
Бившег Трговца
и преседника општине Добрача
кои поживи 46 год.
а погинуо од зликоваца
17 Маија 1892. Г.
Бог да му душу прости
Овај Спомен Подигоше Му
Синови Тикомир. Божо и Александар
и суруга Стоја
(Јеша ћер Вукадинова
умре од 18 мес. 1884. г)
Писа Љубо Кукић Из Лисица
чикириз

## Списак споменика
- Споменик трговцу и кмету Мијаилу Јевремовићу (†1879) (Зеоке)
- Споменик (име оштећено) †1879) (Дучаловићи, гробље Садљике)
- Споменик Милану Кукићу (†1881) (Лисице)
- Споменик земљоделцу Радовану Волићу (†1881) (Лиса, Солдатовића гробље)
- Споменик Живки и Стани, ћеркама Ранка Тајсића (†1888) (Пухово, Нешовановића гробље)
- Споменик Вељку и Јанку, синовцима Ранка Тајсића (†1888) (Пухово, Нешовановића гробље)
- Споменик Цмиљани од „једног месеца” (†1888) (Лисице – сада у Лапидаријуму у Гучи)
- Споменик пекару Мирку Јаковљевићу (†1890) (Прилипац)
- Споменик девојци Дмитри Међедовић (†1891) (Годовик)
- Споменик ђаку Вељку Поповићу (†1891) (Дучаловићи, Поповића гробље)
- Споменик Вукадину Новитовићу (†1892) (Трешњевица, Поље)
- Споменик Светозару Пајовићу (†1892) (Јездина)
- Споменици браћи Тошић – Сретену и Светозару (†1892) (Гуча, Гротница)
- Споменик Светиславу Јаћимовићу (†1893) (Пухово, Нешовановића гробље)
- Споменик супрузи Савки Марковић (†1895) (Јежевица пожешка)
- Споменик девојчици Станики Кукић (†1895) (Лисице – сада у Лапидаријуму у Гучи)
- Споменик петогодишњем дечаку Ранку (†1897) (Лучани (село) – сада у Лапидаријуму у Гучи)
- Крајпуташ Матијевићима у Ђераћу (†1898) (Ђераћ – сада у Лапидаријуму у Гучи)
- Споменик Симки и Александру Јанковићу (†1899) (Лазац)
- Споменик Илији Нешовановићу (†1899) (Пухово, Нешовановића гробље)
- Споменик Миљку Рађеновићу (†1903) (Лисице)
- Споменик ђаку Андрији Мирчетићу (†1904) (Дубрава)
- Споменик Јелисавки, супрузи Арсенија Јешића (†1913) (Горобиље)
- Споменик Сретену Крсмановићу (†?) (Милићевци)
- Споменик оцу Ранка Тајсића, Богосаву (†1866) (Пухово, Нешовановића гробље)
- Споменик Крстомиру Јаћимовићу (†?) (Пухово, Нешовановића гробље)
- Споменик Јовану Весковићу (†?) (Дракчићи)
- Споменик Станиши Весковићу (†?) (Дракчићи)
- Споменик нареднику Јевђу Рендулићу (†?) (Лучани (село))
- Споменик Мари, супрузи Новице Јоксимовића (†?) (Горобиље)[1][3][4]

## Утицај
Финим моделовањем ликова Љубисав Кукић је утицао на стил рада неколико каменорезаца: Уроша Петровића из Парменца, Ђорђа Митровића из Тијања, Пантелију Драгутиновића из Каленића и Сретена Мињовића из Рашчића.